# Liste des monuments de Colmar
Pour un article plus général, voir Colmar.
Liste des monuments de Colmar présente les monuments et lieux touristiques et historiques de la ville de Colmar, préfecture du département du Haut-Rhin.
L'abréviation MH indique un monument historique.

## Monument dans une rue
|                            |        |                                                                           |
| Rue des Américains :       | 1900   | Villa Boeschlin au no 5 (MH)                                              |
|                            |        |                                                                           |
| Rue des Artisans :         | 1901   | Maison des artisans au no 4 (MH)                                          |
|                            |        |                                                                           |
| Rue des Augustins :        | 1600   | Chancellerie au no 6 (MH)                                                 |
|                            | XVIIe  | Maison au no 8 (MH)                                                       |
|                            | 1922   | Manneken-Pis                                                              |
|                            |        | Tribunal d'instance au no 10                                              |
|                            |        |                                                                           |
| Rue Bartholdi :            | 1904   | Maison aux raisins au no 7 (MH)                                           |
|                            |        |                                                                           |
| Rue Berthe-Molly :         | 1840   | Cour d'assises (MH)                                                       |
|                            | 1566   | Maison au no 15 (MH)                                                      |
|                            | 1599   | Immeuble au no 23 (MH)                                                    |
|                            | 1566   | Maison Wildungshof au no 12 (MH)                                          |
|                            |        |                                                                           |
| Rue des Blés :             | 1678   | Hôtel d'Arlesheim                                                         |
|                            | 1589   | Spitalackerhof                                                            |
|                            | XIVe   | Maison zur Stelze (à l'échasse) au no 1                                   |
|                            | XIVe   | Maison zum Tanz (à la danse) au no 3                                      |
|                            |        |                                                                           |
| Rue des Boulangers :       | 1616   | Maison au no 4 (MH)                                                       |
|                            | 1381   | Maison du chaudronnier au no 18                                           |
|                            |        |                                                                           |
| Rue Bruat :                | 1866   | Préfecture du Haut-Rhin au no 7                                           |
|                            |        |                                                                           |
| Rue du Chasseur :          | 1378   | Maison zum Rade (à la roue) au no 4                                       |
|                            |        | Maison am Viehmarkt (au marché au bétail) au no 2                         |
|                            |        |                                                                           |
| Rue Chauffour :            |        | École de musique au no 8                                                  |
|                            | XVIIIe | Maison Pfeffel au no 15 (MH)                                              |
|                            |        | Maison au no 13                                                           |
|                            | XVIIIe | Maison Röttlin au no 7                                                    |
|                            |        |                                                                           |
| Rue de la Cigogne :        | XVIe   | Auberge Storckenhof                                                       |
|                            | 1839   | Synagogue (MH)                                                            |
|                            |        |                                                                           |
| Rue des Clefs :            | 1718   | Hôtel de Reiset au no 50 (MH)                                             |
|                            | 1779   | Hôtel de ville au no 48 (MH)                                              |
|                            |        |                                                                           |
| Rue du Conseil-Souverain : | 1594   | Maison Kern au no 1 (MH)                                                  |
|                            |        |                                                                           |
| Rue des Écoles :           | 1865   | Marché couvert                                                            |
|                            | 1869   | Statue du petit vigneron                                                  |
|                            |        |                                                                           |
| Rue de l'Est :             |        | Église                                                                    |
|                            |        |                                                                           |
| Grand-Rue :                |        | Colonne Charles-Quint                                                     |
|                            | XIVe   | Église Saint-Matthieu (église des Franciscains) (MH)                      |
|                            | 1480   | Koïfhus au no 29 (MH)                                                     |
|                            | 1392   | Maison zum roten isen                                                     |
|                            |        | Maison du Pèlerin au no 25                                                |
|                            | 1668   | Maison Sandherr au no 36 (MH)                                             |
|                            | 1614   | Maisonnette Bohn au no 50 (MH)                                            |
|                            | 1927   | Monument Pfeffel                                                          |
|                            | 1764   | Palais du Conseil souverain d'Alsace au no 56 (et rue des Augustins) (MH) |
|                            | 1606   | Presbytère protestant aux no 11, 13, 15, 17 et 19 (MH)                    |
|                            |        | Maison natale de Jean Rapp au no 29                                       |
|                            |        |                                                                           |
| Rue de la Grenouillère :   | 1602   | Ferme                                                                     |
|                            |        |                                                                           |
| Rue Kléber :               | 1371   | Couvent Sainte-Catherine au no 8 (MH)                                     |
|                            |        |                                                                           |
| Rue du Ladhof :            | 1507   | Calvaire au no 135 (MH)                                                   |
|                            |        |                                                                           |
| Rue des Marchands :        | XIVe   | Grenier à grains médiéval aux no 12, 14 et 16 (MH)                        |
|                            | 1545   | Maison au no 48 (MH)                                                      |
|                            | 1435   | Zum grienen Hüs no 34                                                     |
|                            | 1588   | Maison zum Kragen au no 9 (MH)                                            |
|                            | XVIe   | Maison zum Oesterreich aux no 23 et 25 (MH)                               |
|                            | 1537   | Maison Pfister au no 11 (MH)                                              |
|                            |        | Maison zur feisten Henne (à la poule charnue) au no 32                    |
|                            |        | Maison zur Rose (à la rose) au no 32 également                            |
|                            |        | Maison zu Sankt-Christoffel au no 36                                      |
|                            | XVIe   | Maison Schongauer au no 36 (et rue Schongauer) (MH)                       |
|                            | 1581   | Maison zum tieffen Keller au no 22                                        |
|                            | XVIIe  | Musée Bartholdi au no 30 (MH)                                             |
|                            | 1902   | Les grands Soutiens du monde au no 30                                     |
|                            |        | Ancienne corporation des tanneurs au no 58                                |
|                            |        |                                                                           |
| Rue Morel :                | 1626   | Maison au no 6 (MH)                                                       |
|                            |        |                                                                           |
| Rue Nicolas-de-Corberon :  | 1583   | Maison Fleischhauer au no 3 (MH)                                          |
|                            |        |                                                                           |
| Rue de l'Ours :            |        | Auberge zum Bären                                                         |
|                            |        |                                                                           |
| Rue de la Poissonnerie :   |        | Anciens bains au no 17                                                    |
|                            |        |                                                                           |
| Rue Rapp :                 | 1700   | Couvent des Capucins                                                      |
|                            |        | Maison au no 8                                                            |
|                            |        | Maison du prêteur royal                                                   |
|                            |        |                                                                           |
| Rue du Rempart :           |        | Maison au no 1                                                            |
|                            |        |                                                                           |
| Rue Rudenwadelweg :        | 1884   | Musée des usines municipales                                              |
|                            |        |                                                                           |
| Rue Saint-Jean :           | XIIIe  | Commanderie Saint-Jean et sa chapelle Saint-Jean                          |
|                            | 1608   | Maison des chevaliers de Saint-Jean (MH)                                  |
|                            |        |                                                                           |
| Rue Saint-Martin :         | XVIe   | Maison au no 4 (MH)                                                       |
|                            |        |                                                                           |
| Rue Schongauer :           |        | Maison zum Schwan au no 2                                                 |
|                            |        |                                                                           |
| Rue Schwendi :             | 1220   | Enceintes médiévales (MH)                                                 |
|                            |        |                                                                           |
| Rue des Serruriers :       | 1379   | Maison zum Roppen                                                         |
|                            |        |                                                                           |
| Rue des Têtes :            | 1609   | Maison des Têtes au no 19 (MH)                                            |
|                            | 1902   | Statue du tonnelier alsacien au no 19                                     |
|                            |        | Musée Hansi au no 28                                                      |
|                            |        | Maion au no 3                                                             |
|                            |        |                                                                           |
| Rue Turenne :              | 1605   | Maison au no 9 (MH)                                                       |
|                            | 1524   | Auberge à l'Ail au no 12                                                  |
|                            |        | Auberge au Petit Cheval Blanc au no 14                                    |
|                            | 1467   | Maison du tailleur de pierre au no 11                                     |
|                            |        | Musée d'histoire naturelle et d'ethnographie au no 11                     |
|                            |        |                                                                           |
| Rue des Unterlinden :      | 1903   | Bains municipaux                                                          |
|                            |        | Maison du bourreau au no 7                                                |
|                            | XIIIe  | Musée Unterlinden (couvent des Unterlinden) au no 1 (MH)                  |
|                            | 1863   | Monument à Martin Schongauer au no 1                                      |
|                            |        |                                                                           |
| Rue Vauban :               |        | Auberge zur Kette (à la chaîne) au no 29                                  |
|                            | 1370   | Hostellerie zum Tanz (à la danse) au no 33                                |
|                            | 1789   | Maison Mussel Eck aux no 1 et 3                                           |
|                            |        | Musée du jouet au no 40                                                   |
|                            | 1625   | Poêle des Laboureurs au no 7 (MH)                                         |
|                            |        |                                                                           |
| Rue Wickram :              | XVIIIe | Maison Atthalin au no 4                                                   |
|                            |        |                                                                           |

## Monument dans une avenue
|                           |      |                                 |
| Avenue Clemenceau :       | 1906 | Temple maçonnique au no 37 (MH) |
|                           |      |                                 |
| Avenue Joffre :           | 1895 | Cercle Saint-Martin au no 13    |
|                           |      |                                 |
| Avenue Raymond-Poincaré : | 1884 | Château d'eau (MH)              |
|                           | 1906 | Cour d'appel au no 9 (MH)       |
|                           | 1907 | Monument Bartholdi              |

## Monument sur un boulevard
|                                |        |                              |
| Boulevard du Général-Leclerc : | 1894   | Monument Hirn                |
|                                |        |                              |
| Boulevard du Champ-de-Mars :   |        | Immeuble au no 19            |
|                                |        |                              |
| Boulevard Saint-Pierre :       | XVIIIe | Lycée Bartholdi au no 1 (MH) |

## Monument sur une place
|                                    |      |                               |
| Place du 18-Novembre :             | 1849 | Théâtre municipal             |
|                                    |      |                               |
| Place du 2-Février :               | 1736 | Ancien hôpital (MH)           |
|                                    |      |                               |
| Place de l'Ancienne-Douane :       | 1898 | Fontaine Schwendi             |
|                                    |      |                               |
| Place Jeanne-d'Arc :               |      | Maison Bergheaud au no 7      |
|                                    |      |                               |
| Place de la Cathédrale :           | 1669 | Bâtiment au no 7 (MH)         |
|                                    | 1575 | Corps de garde au no 17 (MH)  |
|                                    | 1350 | Collégiale Saint-Martin (MH)  |
|                                    | XIVe | Maison Adolph au no 16 (MH)   |
|                                    | XVe  | Maison Gintzburger au no 15   |
|                                    |      | Maison Zum Stork au no 18     |
|                                    |      |                               |
| Place des Dominicains :            | 1289 | Couvent des Dominicains (MH)  |
|                                    | 1584 | Puits de 1584 (MH)            |
|                                    |      |                               |
| place de l'École :                 |      | Maison de la boîte à mouches  |
|                                    |      |                               |
| Place de la Gare :                 | 1905 | Gare centrale au no 9 (MH)    |
|                                    |      |                               |
| Place du Général-André-Hartemann : | 1613 | Maison (MH)                   |
|                                    |      |                               |
| Place Rapp :                       | 1860 | Monument au général Rapp (MH) |
|                                    |      |                               |
| Place des Six-Montagnes-Noires :   | 1888 | Fontaine Roesselmann          |

## Monument dans un parc
|                 |      |                                            |
| Champ-de-Mars : | 1864 | Monument à l'amiral Bruat (MH)             |
| Champ-de-Mars : |      | Monument à Charles Xavier Thomas de Colmar |
| Square Hansi :  |      | Buste de Hansi                             |

## Monument qui n'existe plus
|                                  |  |                            |
| Place des Six-Montagnes-Noires : |  | Hôtel des montagnes noires |